# Phrynopus vestigiatus
Phrynopus vestigiatus é uma espécie de anfíbio anuro da família Strabomantidae. Está presente no Peru. A UICN classificou-a como em perigo de extinção.